# Nagy Miklós (újságíró)
Nagy Miklós, ürögdi (Torda, 1840. május 30. – Budapest, 1907. július 10.) újságíró, lapszerkesztő, a Vasárnapi Ujság szerkesztője.

## Pályája
Ürögdi Nagy Ferenc kertész, kolozsvári református főiskolai tanár és Simon Julianna, Torda megyei alispán leányának fia. Középiskoláit Kolozsvárt végezte, ahol Gyulai Pál tanár mellett a református főiskola könyvtárosaként működött, s ekkor rendezte Mikó Imre gróf nagy könyvtárát is. 1860-ban Pestre költözött és itt jogot végzett. Már tanulóéveiben sokat dolgozott napi- és hetilapokban. 1863-ban a Vasárnapi Ujság belső munkatársa lett, ekkor főként irodalmi, politikai szereplők életrajzait ismertető és honismereti cikkeket írt. Pákh Albert szerkesztő halála után, 1867-ben átvette a népszerű hetilap szerkesztését és azt 1905-ig folytatta. 1867-ben és 1868-ban elindította a Magyarország képekben című honismertető folyóiratot.
Szerkesztői működését a komoly irodalom tisztelete és rendkívüli ügybuzgalom jellemezte. Közel négy évtizedre terjedő szerkesztése alatt a Vasárnapi Ujság tartalmában is, képanyagában is magas színvonalra emelkedett, a legkitűnőbb írók dolgoztak a folyóiratba, értékes illusztrációk díszítették számait. Mivel a lap eredetileg néplapként indult és időközben a művelt családok újságja lett, Nagy Miklós a nép számára megalapította a Képes Néplapot (1873) és társlapját, a Világkrónikát. A Vasárnapi Ujság társlapját, a Politikai Ujdonságokat a Magyar Gazda című mezőgazdasági és kertészeti melléklettel bővítette, a Vasárnapi Újság pedig 1887-től félhónapi füzetes kiadásban is megjelent, Képes Folyóirat címmel.
Jókaival közösen szerkesztette a Rudolf trónörökös által 1885-ben megindított Osztrák-magyar monarchia írásban és képben című sorozatnak különösen a Magyarországot tárgyaló részeit.
1887-ben a leégett Eperjes, Nagykároly és Torockó javára kiadott díszes segítség albumot Jókaival és Roskovics Ignáccal együtt szintén Nagy Miklós szerkesztette. E mellett az írói és hírlapírói körök életében is tevékeny és élénk részt vett. Több évig alelnöke volt az 1880-ban alakult magyar hírlapírók egyesületének, mely egyik főtényezője volt a Magyarországi Hírlapírók Nyugdíjintézete alapításának.

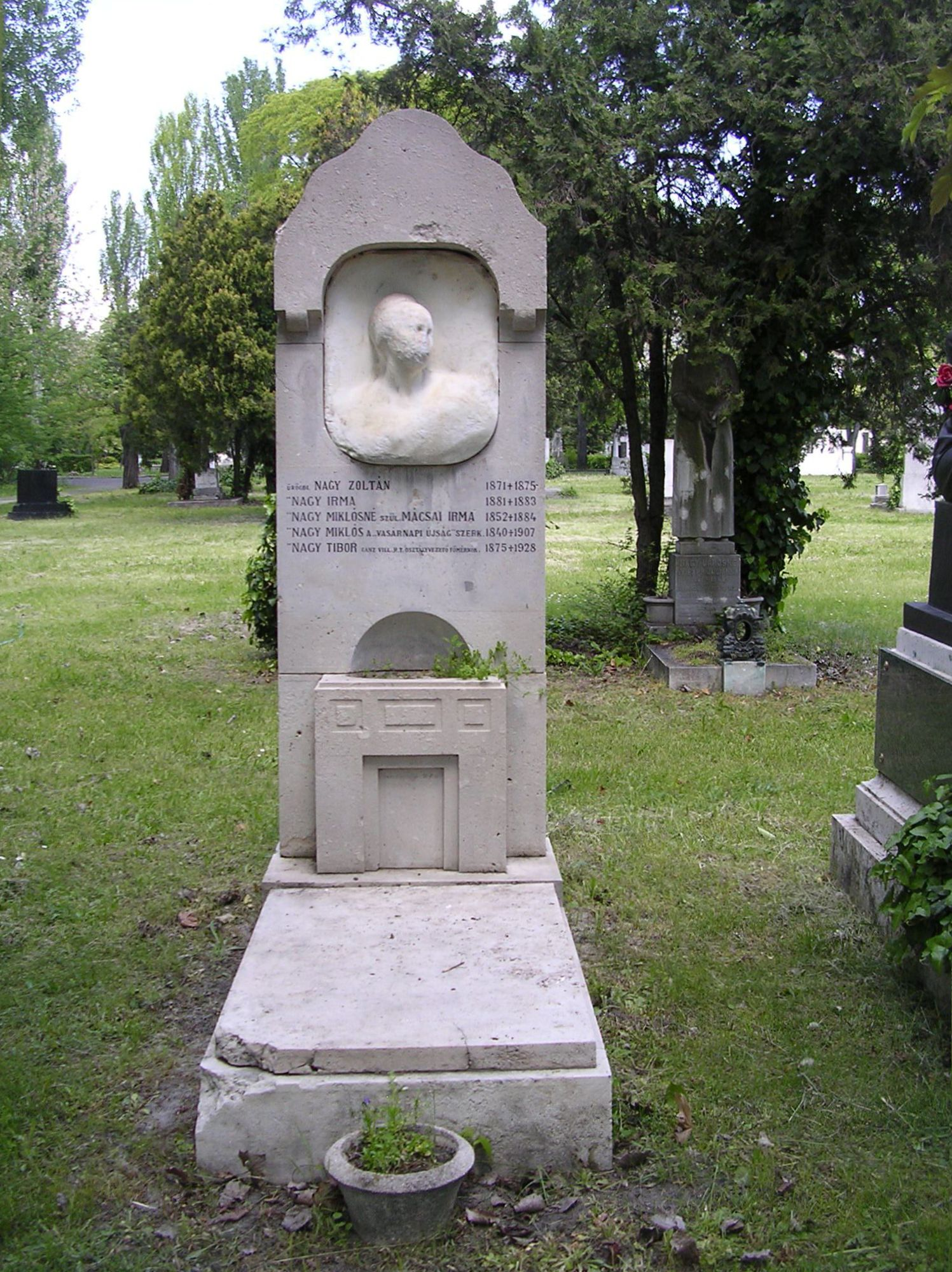
Sírja a Fiumei úti sírkertben (35-1-77)

Kaplony utca 9. szám alatti lakásán (amelynek három szobája korábban a Vasárnapi Ujság szerkesztősége volt), s ahol fiaival, Nagy Dezső miniszteri titkárral és Nagy Tibor Ganz-gyári mérnökkel lakott, 1907. július 10-én fél 9-kor főbe lőtte magát. Búcsúlevelet nem hagyott hátra, de szívbajban és érelmeszesedésben szenvedett, két évvel korábban ezért vált meg a Vasárnapi Ujság szerkesztésétől. Harmadik fia, Nagy Miklós kolozsvári államvasúti fogalmazó, és leánya Schmidt Béláné, Nagy Pálma Marosvásárhelyről 11-én este érkeztek Budapestre.
„Nagy Miklós szerkesztői munkásságának alig van párja a magyar irodalomban. Szerkesztette a Vasárnapi Ujság harmincnyolc kötetét (évfolyamát), a Képes Folyóiratból harminchét kötetet, a Politikai Ujdonságokból harmincnyolc kötetet, a Képes Néplapból harminckét kötetet. A Magyar-Osztrák Monarchia írásban és képben című vállalatból huszonegy kötetet s a Magyarország képekben két kötetét. Harmincnyolc és fél évi szerkesztése alatt alig volt néhány hétig távol Budapesttől s ilyenkor is levelezés útján folytonos érintkezésben maradt a szerkesztőséggel” — írták nekrológjában.